# 城井1号掩体壕

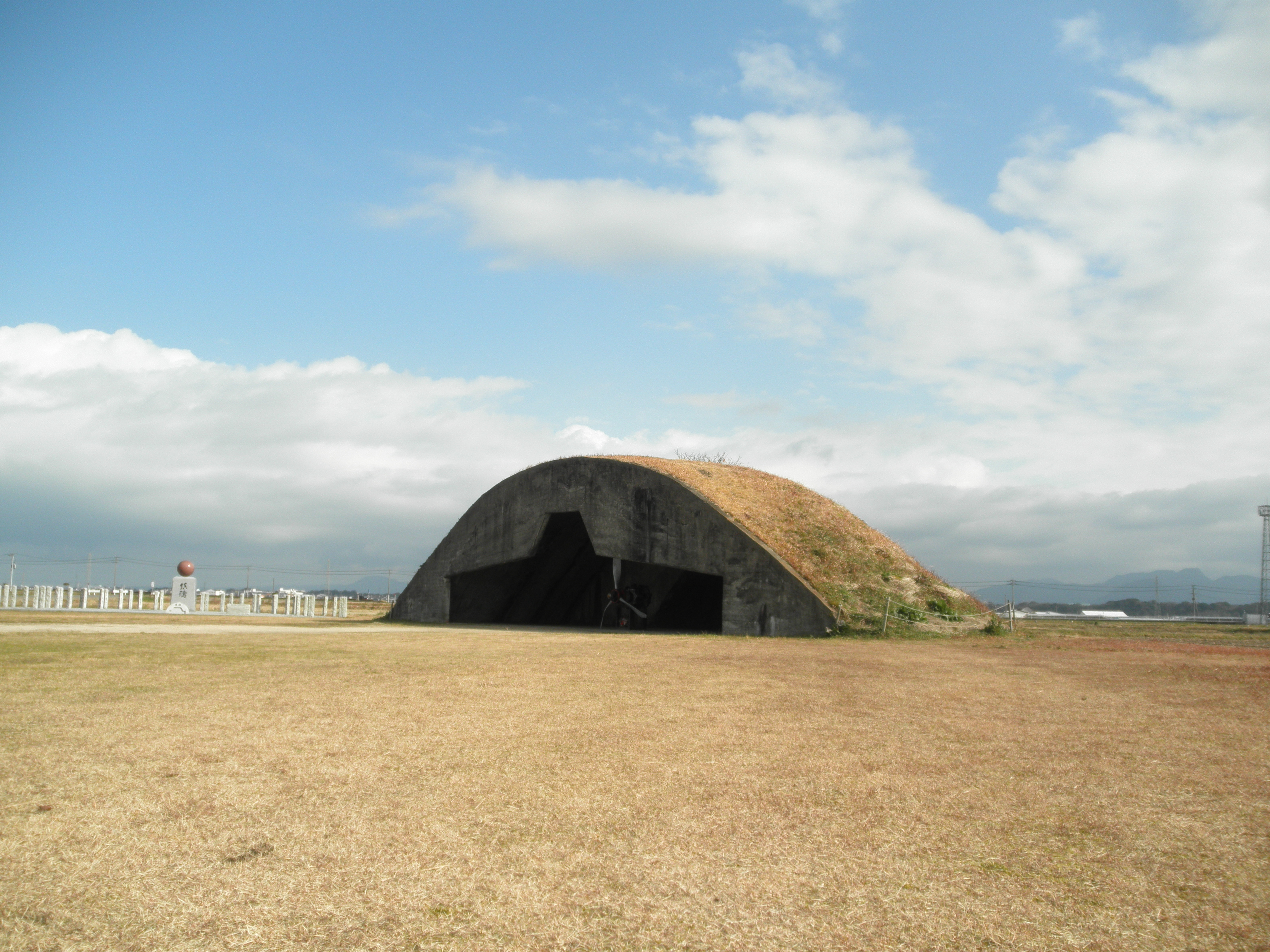
城井1号掩体壕

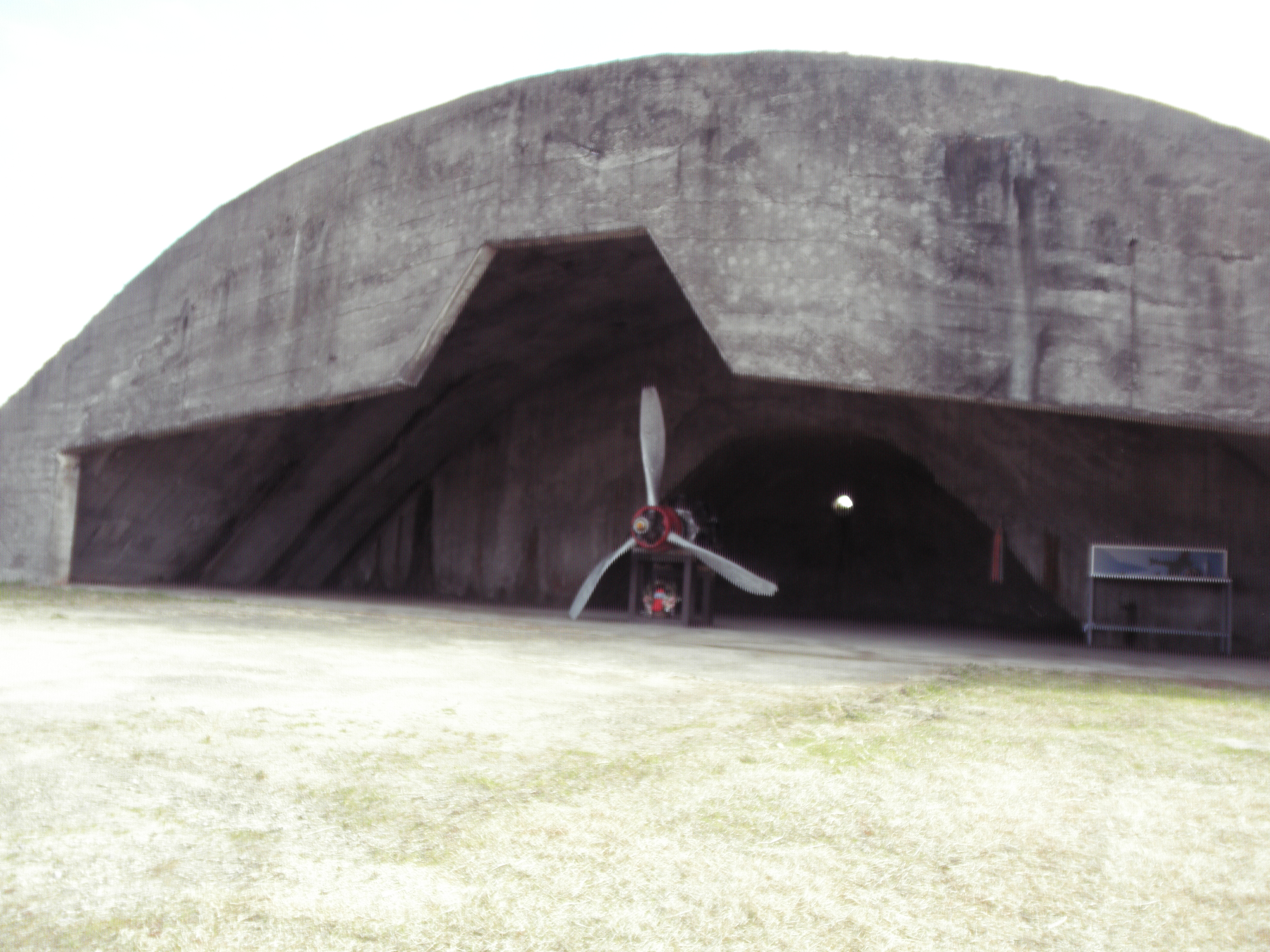
城井1号掩体壕

城井1号掩体壕（じょうい1ごうえんたいごう）は、大分県宇佐市の戦争遺跡。旧日本海軍・宇佐海軍航空隊（海軍航空隊宇佐基地）の遺構である。幅21.6メートル、高さ5.4メートル。宇佐海軍航空隊の歴史や戦争の悲惨さを伝えるためのシンボルとして、現在は周辺地を含め市が買い取り、城井1号掩体壕史跡公園として整備されている。市指定史跡。掩体壕の中には、国東沖で引き揚げられた零戦のエンジンとプロペラが展示されている。

## 歴史
宇佐海軍航空隊は1939年（昭和14年）に開設され、同年、第12連合航空隊翌年には練習航空隊へ編入。太平洋戦争中の1945年（昭和20年）には特攻隊となっている。このため、基地施設がアメリカ軍機による激しい空爆や機銃掃射に何度もさらされることとなった。これは付近一帯にも大きな被害をもたらし、地元では地区名にちなんで畑田大空襲などと呼んでいる。
これらの空襲に参加したB-29のうちの一機が陸軍機「屠龍」の特攻により撃墜されており、その墜落地点となった八面山（中津市三光）には現在、日米両軍の犠牲者を追悼する石碑を中心とした平和公園が整備され、毎年追悼式典が行われている。
戦後は放棄され、1997年（平成9年）ごろから市が史跡として整備するまで放置されていた。城井1号掩体壕以外にも多数の掩体壕が残っているが、多くは民家の納屋として使われている。

## 関連書籍
- 阿川弘之『雲の墓標』（ISBN 4-10-111002-6）
- 今戸公徳『宇佐海軍航空隊始末記―艦上攻撃機、艦上爆撃機メッカの全貌』（ISBN 4769812388）
- 今戸公徳『遙かなる宇佐海軍航空隊』（ISBN 4-86106-042-7）
- 瀬井恵介『宇佐学マンガシリーズ④宇佐海軍航空隊史―かつて戦場だったふるさとの物語』（ISBN 978-4-87035-547-7）